# Parawixia porvenir
Parawixia porvenir là một loài nhện trong họ Araneidae.
Loài này thuộc chi Parawixia. Parawixia porvenir được Herbert Walter Levi miêu tả năm 1992.